# Финлейсон (тауншип, Миннесота)
Финлейсон (англ. Finlayson) — тауншип в округе Пайн, Миннесота, США. На 2000 год его население составило 506 человек.

## География
По данным Бюро переписи населения США площадь тауншипа составляет 88,2 км², из которых 87,4 км² занимает суша, а 0,8 км² — вода (0,94 %).

## Демография
По данным переписи населения 2000 года здесь проживало 506 человек, находилось 196 домохозяйств и 141 семья. Плотность населения — 5,8 чел./км².  На территории тауншипа расположено 244 постройки со средней плотностью 2,8 построек на один квадратный километр. Расовый состав населения: 96,84 % белых, 1,98 % коренных американцев, 0,40 % азиатов и 0,79 % приходится на две или более других рас. Испанцы или латиноамериканцы любой расы составляли 0,99 % от популяции тауншипа.
Из 196 домохозяйств в 30,6 % воспитывались дети до 18 лет, в 60,7 % проживали супружеские пары, в 7,1 % проживали незамужние женщины и в 27,6 % домохозяйств проживали несемейные люди. 21,4 % домохозяйств состояли из одного человека, при том 5,1 % из — одиноких пожилых людей старше 65 лет. Средний размер домохозяйства — 2,58, а семьи — 3,01 человека.
26,9 % населения — младше 18 лет, 7,9 % — в возрасте от 18 до 24 лет, 27,5 % — от 25 до 44, 27,3 % — от 45 до 64, и 10,5 % — старше 65 лет. Средний возраст — 38 лет. На каждые 100 женщин приходилось 104,9 мужчин.  На каждые 100 женщин старше 18 приходилось 109,0 мужчин.
Средний годовой доход домохозяйства составлял 30 357 долларов, а средний годовой доход семьи —  34 167 долларов. Средний доход мужчин —  22 159  долларов, в то время как у женщин — 20 938. Доход на душу населения составил 15 070 долларов. За чертой бедности находились 10,6 % семей и 12,4 % всего населения тауншипа, из которых 14,4 % младше 18 и 8,6 % старше 65 лет.